# Марта Ґененґер
Марта Ґененґер (нім. Martha Genenger, 11 листопада 1911 — 1 серпня 1995) — німецька плавчиня.
Призерка Олімпійських Ігор 1936 року.
Чемпіонка Європи з водних видів спорту 1934 року.